# Ctenognophos grandinaria
Ctenognophos grandinaria är en fjärilsart som beskrevs av Victor Ivanovitsch Motschulsky 1860. Ctenognophos grandinaria ingår i släktet Ctenognophos och familjen mätare. Inga underarter finns listade i Catalogue of Life.